# 拍拍
拍拍，原名拍拍网、拍拍二手，原為腾讯的网络拍卖平台，现为京东旗下二手交易平台。

## 历史
2014年4月，京东商城进行了新一轮的架构调整，子公司拍拍网成立，根据京东集团的定位，成立于2005年、原先隶属于腾讯旗下的拍拍网将继续聚焦于C2C（个人电子商务市场）领域，这也标志着京东集团将正式进军C2C市场。
2015年11月10日，京东商城宣布，在2015年12月31日停止拍拍网C2C平台服务，并于2016年4月1日起彻底关闭拍拍网。
2017年12月21日，京东重启拍拍网并转型为拍拍二手。2018年12月31日，拍拍二手更名为拍拍。
2019年4月，拍拍发布公告，闲置发布和集市服务将在4月16日下线。